# Forlong
Forlong es un personaje ficticio perteneciente al legendarium del escritor británico J. R. R. Tolkien y que aparece en su novela El Señor de los Anillos, conocido como El Gordo, debido a su robustez. Era un gondoriano, capitán de Lossarnach durante la Guerra del Anillo, conocido por todo Gondor por su gran volumen y, sobre todo, por su fuerza. 
Era, además, un poco testarudo, pero eso no le impidió dirigir perfectamente a las tropas en la Batalla de los Campos del Pelennor, donde sus hombres pelearon perfectamente, perdiendo, aun así, muchos soldados, Forlong entre ellos: al realizar una maniobra de distracción para asistir a la caballería de Rohan, su caballo fue derribado y, sin ayuda de sus hombres, fue abatido por guerreros del Este el 15 de marzo de 3019 T. E.

## Aspecto
Forlong era un hombre alto y corpulento. Iba vestido con una cota de malla, una capa y una tela blanca, que resaltaba con los colores oscuros de la cota y de la capa. Tenía una barba larga de color gris y poco pelo, también gris. Iba armado con una lanza y un cuerno.
- Datos: Q1131938